# Hantik

Hanti- és Manysiföld Oroszország térképén

A hantik (régebbi szövegekben az osztjákok) Oroszország egyik őshonos népcsoportja, akik legfőképpen Hanti- és Manysiföldön élnek, közülük 26694 fős népesség él a Tyumenyi területen, akik közül 17128 fő él Hanti- és Manysiföldön, 8760-an a Jamali Nyenyecföldön, 873-an a Tomszki területen és 88-an Komiföldön élnek a 2002-es orosz népszámlálás adatai alapján. A „hanti” szó a saját nyelvükön embert jelent.
A hantik – a manysik (régiesen: vogulok) mellett – a magyarok legközelebbi nyelvrokonai, mely a XIX. század óta bizonyított tény. A magyar nyelv és a hanti nyelv közeli rokonságát a kor egyik legkiválóbb nyelvésze, Budenz József bizonyította be végérvényesen, aki a kor legjobb mestereinél tanulta a nyelvészetet. A két nyelv közeli rokonságát bizonyítják a két nyelv közötti nyelvtani párhuzamok, a finnugor eredetű alapszókincs, valamint a magyar és a hanti nyelv közötti számos rendszeres hangmegfelelés is.

## Történelmük

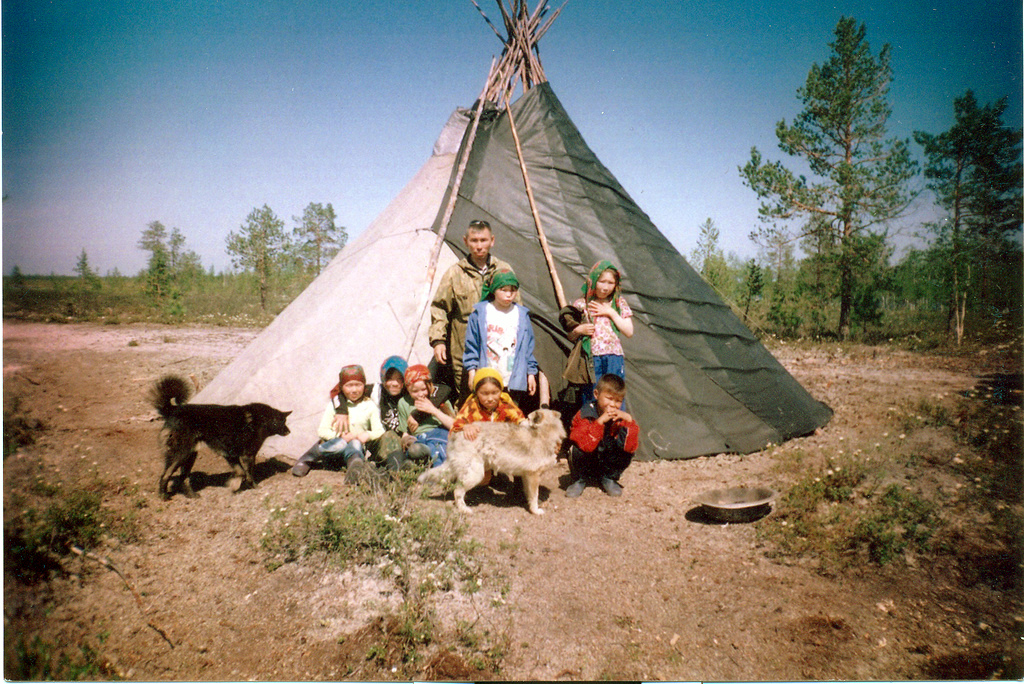
Hanti család a Numto-tó közelében

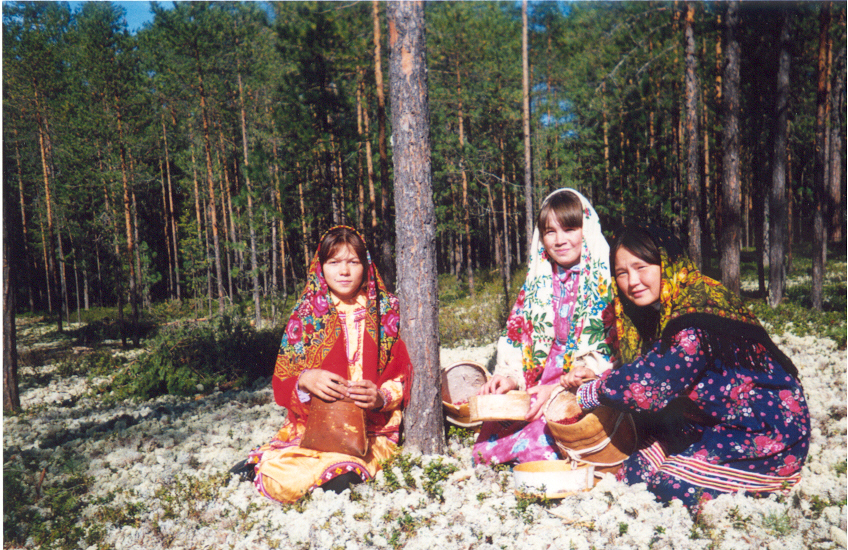
Hanti lányok

A hantik ősei egyes feltételezések szerint a bronzkori andronovói kultúrához tartoztak, akik az uráli sztyeppevidék déli részéről érkeztek meg időszámításunk szerint 500 körül mai lakóterületükre. Valószínűleg részei voltak az orosz forrásokban a 11. századtól jugrákként említett népcsoportnak.
A hanti hercegségek egy része a Szibériai kánsághoz tartozott 1440-től 1570-ig. Szibéria orosz meghódítása után a hantikat erőszakkal áttérítették a kereszténységre, de korábbi kultúrájuk számos elemét megőrizték. A Szovjetunió idején egyike voltak a kevés szibériai kisebbségnek, amelyeknek autonóm területe volt (Hanti- és Manysiföld), később azonban a kolhozosítás keretében sok főnöküket és sámánjukat megölték vagy elüldözték. A hantik egy része a kazimi lázadással próbált ellenállni, de azt a Vörös Hadsereg leverte és súlyosan megtorolta; a hagyományos hanti rítusok gyakorlóit bebörtönözték. A kulturális elnyomás a 80-as évekig, a glasznoszty kezdetéig tartott.

## Gazdaságuk
A hantik hagyományosan halászatból, vadászatból és rénszarvastenyésztésből élnek. Legfontosabb termékeik is ezen foglalkozásokhoz köthetőek.

## Vallás
A hantik többsége manapság az orosz ortodox egyház tanításait követi, mely kiegészül bizonyos esetekben a sámánizmussal és a reinkarnáció tanaival. A hagyományos hanti vallás a természetimádás, a természetközeliség vallása volt.
A vadász életmóddal kapcsolatos az úgy nevezett medveünnep, amelyet egy-egy elejtett medve esetén tartottak meg. Ezen vallási rítus az elejtett állat nemétől függően akár 5-6 napig is eltarthatott, melynek során számos rituálé közt mintegy 300 dalból szőtt, különféle hagyományos rítusokkal tarkított vallási ceremóniát tartottak. Ezen dalok fontos részét képezték e kultúrának. Ilyen fontosabb dalok például a
- Nukh Kiltatty Ar (Az ébredés dala)
- Ily Vukhalty Ar (Az eljöttél hozzák az égből dal), amely egy történet Torunról, aki az ég istene. Torun fia elküldetett a Földre, hogy uralkodjon az emberek felett, ám elfelejtette apja tanácsait és elveszítette halhatatlanságát, bestiává változott (medve) majd a vadászok megölték őt.
- Il Veltatty Ar (Az Altató)

A varjú kultúra a tavaszhoz köthető ünnepkör, melynek ünnepnapja áprilisra, manapság április 7-ére esik, mely egyben a kinyilatkoztatás napja is.

## Nyelvük
A hantik nyelve az uráli nyelvcsalád ugor ágához tartozik. A hanti nyelvben tíz dialektus van, köztük északi, déli és keleti alcsoportok. A hanti nyelv szorosan kapcsolódik a manysi nyelvhez és a magyar nyelvhez.

## Fordítás
- Ez a szócikk részben vagy egészben  a   Khanty people című angol Wikipédia-szócikk ezen változatának fordításán alapul.  Az eredeti cikk szerkesztőit annak laptörténete sorolja fel. Ez a jelzés csupán a megfogalmazás eredetét és a szerzői jogokat jelzi, nem szolgál a cikkben szereplő információk forrásmegjelöléseként.